# Narella studeri
Narella studeri is een zachte koraalsoort uit de familie Primnoidae. De koraalsoort komt uit het geslacht Narella. Narella studeri werd in 1906 voor het eerst wetenschappelijk beschreven door Versluys. 